# Étienne Arago
Étienne Arago fue un dramaturgo y político francés nacido en Perpiñán el 9 de febrero de 1802, y fallecido en París el 7 de marzo de 1892. Entre sus cargos políticos se destaca la Alcaldía de París, durante el año 1870.

## Biografía
Étienne fue uno de los cuatro hermanos Arago, François, Jean y Jacques. A diferencia de sus tres hermanos, nacidos en Estagel, Étienne nació en Perpiñán. Sus padres acababan de partir de Estagel, debido al reciente nombramiento de su padre, Bonaventure Arago, director del Hôtel de la Monnaie. 
En Perpiñán comenzará sus estudios en el colegio, pasando posteriormente a la escuela benedictina de Sorèze durante tres años. Al cabo de estos tres años, la Restauración provocó la destitución de su padre, quien no pudo permitirse seguir pagando los estudios de su hijo.
Su hermano François conseguiría una plaza para Étienne como preparador químico en la École Polytechnique, conocida por su republicanismo y el activismo político de sus estudiantes. En este periodo en el que desarrolla sus convicciones políticas republicanas, conocerá a Auguste Comte y Eugène de Cavaignac, y se iniciará en la Carbonería.

### Literatura
Aparte de la política, Étienne Arago tenía una segunda pasión: la literatura. En París conoció a grandes escritores como Honoré de Balzac, con quien compartiría la disquisición de elegir entre las dos pasiones a las que querrían dedicar sus vidas: la política y la literatura. En el año 1822 escriben L'Héritière de Birague. Pocos años después, Balzac respondería a su duda eligiendo la literatura. Étienne, sin embargo, seguiría compaginando ambas actividades durante prácticamente el resto de su vida.
Es en el periodismo donde encuentra la conjunción de política y literatura. Con su amigo Maurice Alhoy funda el diario Le Figaro el 14 de enero de 1826, lanzando su primer número el día siguiente. Sin embargo, pocas semanas después de su fundación, cederán el rotativo a Auguste Lepoitevin, para continuar con la literatura, y en particular, con ciertas obras de teatro, donde encontrará mayor éxito. Gracias a ello, en 1829 logrará la dirección del Teatro de Vaudeville, a pesar de que en este cargo no obtendría reconocimiento.

### Política
Sin olvidar sus principios políticos, participa activamente durante la Revolución de 1830 que derrocaría a los Borbones. Análogamente, toma parte en las insurrecciones republicanas de 1832 y 1834, y un año después colabora en la fuga de prisioneros políticos de la Prisión Sainte-Pélagie. En 1847 lleva su ideología política a la Comédie-Française, recogida en su última obra de teatro: Les Aristocraties. A partir de entonces, centrará todas sus fuerzas en la política.
Tras la abdicación de Luis Felipe I de Francia, toma el edificio de Correos, autonombrándose director. El gobierno provisional que se formó tras la abdicación, en el que figuraba su hermano François junto a Alphonse de Lamartine y Ledru-Rollin, le confirmó en sus funciones de director general de Correos. Sin embargo, en 1848 dimitiría tras la elección de Napoleón III para la Presidencia de la República.
Con motivo de su participación como uno de los líderes de las manifestaciones de junio de 1849, fue condenado al exilio. Durante un tiempo se refugió en Bélgica, en la ciudad de Spa. Su destierro duraría diez años, pues no regresaría a Francia hasta 1859, año en el que se concedió la amnistía a los exiliados republicanos franceses.

### Fugaz alcaldía de París
Al regreso de su exilio continúa con la literatura con obras como Une voix en exil o Les Postes en 1484. También escribió ciertos artículos para periódicos bajo el pseudónimo de Jules Ferney.
En 1870 se opone a la regencia de la Emperatriz Eugenia, lo que le vale el reconocimiento y acogida de París. El 4 de septiembre de ese mismo año, es propuesto por el político Léon Gambetta como Alcalde de París. Ocuparía el cargo, si bien fue una alcaldía fugaz. Dada su condición de alcalde simbólico, convocó elecciones para el mes de noviembre, y dado que no hubo candidato alguno para su propia sucesión, presentó su dimisión el 15 de noviembre del mismo año. Su cargo sería ocupado por Jules Ferry.
Tras otros cargos políticos de índole simbólica, Étienne Arago falleció el 6 de marzo de 1892 cuando tenía 90 años, y fue enterrado en el cementerio de Montparnasse.
| Predecesor: Armand Marrast | Alcalde de París Septiembre de 1870 - noviembre de 1870 | Sucesor: Jules Ferry |

- Datos: Q289303
- Multimedia: Étienne Arago / Q289303